# Nowosiółki (obwód rówieński)
Nowosiółki obecnie (ukr. Дворовичі) – wieś na Ukrainie w rejonie rówieńskim, obwodu rówieńskiego.